# Jürgen Schadeberg
Jürgen Schadeberg, född 18 mars 1931 i Berlin, Tyskland, död 29 augusti 2020 i La Drova i Barx i provinsen Valencia, Spanien, var en tysk-sydafrikansk fotograf. 
Jürgen Schadeberg utbildade sig från 1946 på Schule für Optik und Phototechnik i Berlin och var praktikant på Deutsche Presseagentur i Hamburg. Han blev fotograf och bildredaktör på tidskriften Drum, som framför hade sin läsekrets i den svarta befolkningsmajoriteten. Han tog porträttbilder av kända svarta sydafrikanska politiker som Nelson Mandela och Walter Sisulu och musiker som Miriam Makeba, Dolly Rathebe och Kippie Moeketsi. Han dokumenterade också livet i de segregerade svarta förorterna, med tyngdpunkt på Sophiatown i Johannesburg. Jürgen Schadeberg var en betydelsefull mentor för flera fotografer på Drum, som Peter Magubane och Ernest Cole. 
Han flyttade från Sydafrika 1964, eftersom han besvärades av de hinder som säkerhetsmyndigheterna satte upp för hans arbete. Han arbetade därefter som redaktör för London-tidskriften Creative Camera. Åren 1969–72 studerade han fri konst i Spanien och var sedan lärare på flera konsthögskolor, bland andra Hochschule für bildende Künste Hamburg.
År 1985 vände Jürgen Schadeberg tillbaka till Johannesburg. Han slutade med fotoarbete och började göra dokumentärfilm, framför allt om de svartas liv i Sydafrika, till exempel Nelson Mandela and the Rise of the ANC, Have You Seen Drum Recently? om tidskriften Drum och Voices from the Land (2005) om lantarbetare.